# Haruspik

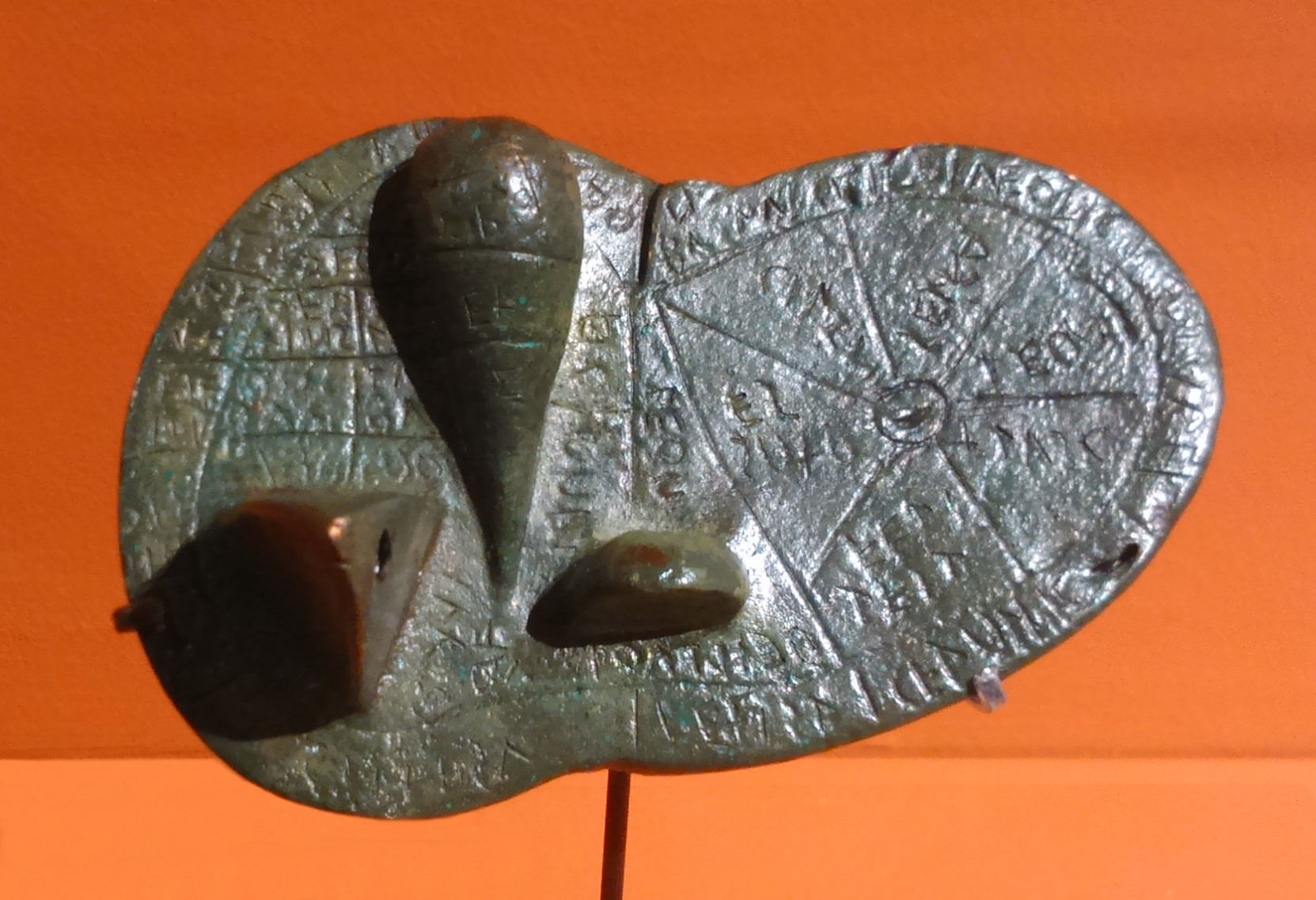
Etruski diagram haruspicyjny przedstawiający wątrobę, odkryty w 1877

Haruspik (łac. aruspex, haruspex l.mn. haruspices), czasoguślnik, czasokusiedlnica, czasownik – kapłan pogański zajmujący się haruspicją, czyli rodzajem wróżby z wnętrzności zwierząt ofiarnych (najczęściej wątroby). Jednym z głównych obszarów ich działań była wiedza w zakresie interpretacji prodigiów. Tym mianem określano zdarzenia w Rzymie lub na podległym mu terytorium, które – zdaniem Rzymian – uznawano za „nienaturalne” i interpretowano jako złowieszcze znaki bądź ostrzeżenia; mogły nimi być krwawe deszcze czy chociażby uderzenia piorunów.
Etruskowie przejęli ten zwyczaj od Hetytów i państwa Mari, z kolei od nich przejęli go Rzymianie. Jak pisze Dionizjusz z Halikarnasu, etruscy kapłani zwali się Θνοδκοοι. 
Model wątroby, na którym wyróżniono 16 rejonów nieba i 40 pól odpowiadających wpływom 40 bogów, porównywali z wątrobą ofiarnego zwierzęcia i na tej podstawie ustalano bardzo szczegółowe przepowiednie.
W Starożytnym Rzymie specjalność kolegium kapłańskiego, którego członkowie zajmowali się interpretowaniem woli bogów na podstawie kształtu wątroby zwierząt ofiarnych, zaliczano do tzw. disciplina etrusca, którą uważano za szczególnie świętą i czcigodną. Cesarz Klaudiusz powołał kolegium haruspików, a Aleksander Sewer utworzył katedrę haruspicji.